# Esentepe, Derepazarı
Esentepe là một xã thuộc huyện Derepazarı, tỉnh Rize, Thổ Nhĩ Kỳ. Dân số thời điểm năm 2010 là 332 người.